# Viola reichenbachiana
Viola reichenbachiana là một loài thực vật có hoa trong họ Hoa tím. Loài này được Jord. ex Boreau miêu tả khoa học đầu tiên năm 1857.

## Hình ảnh

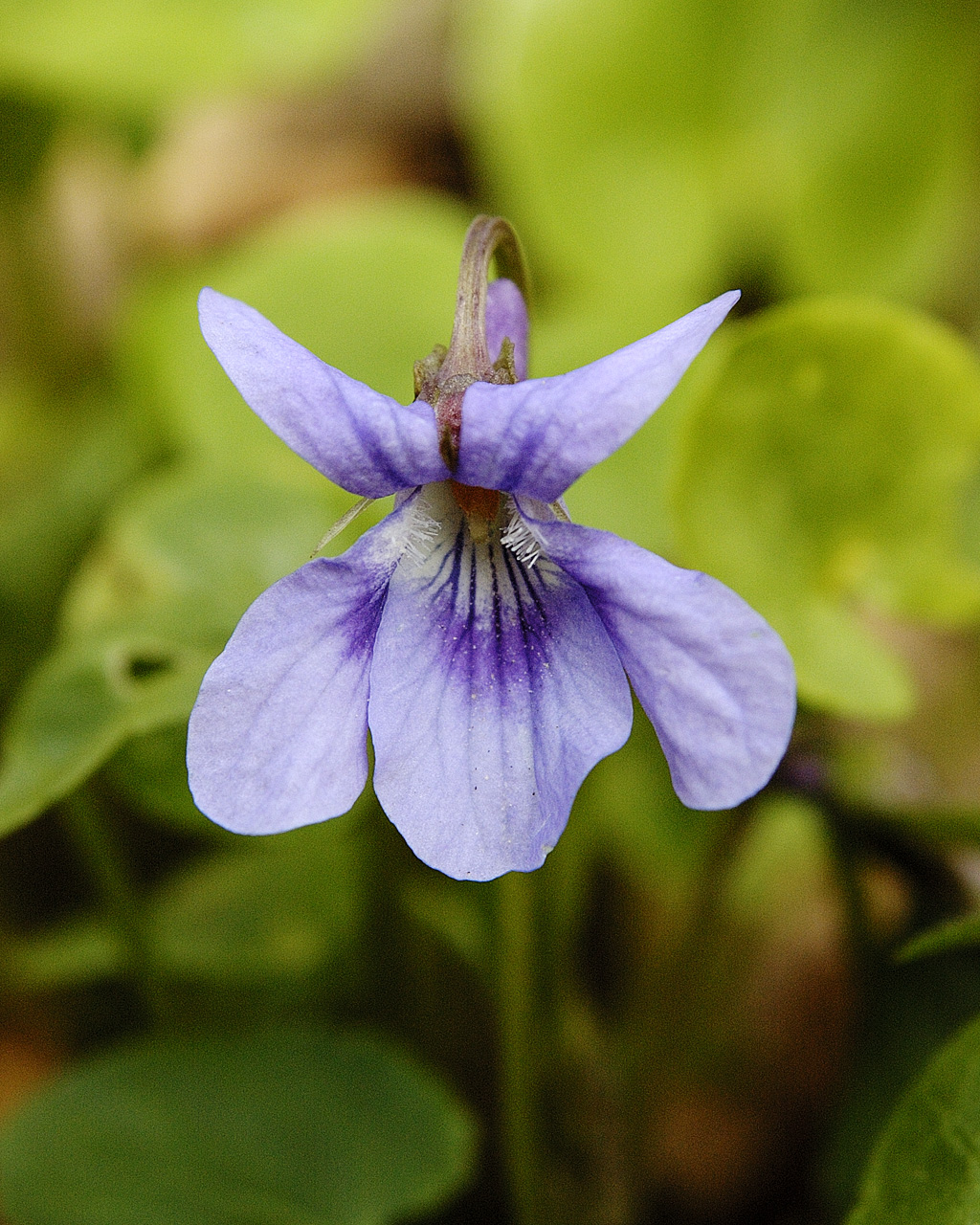
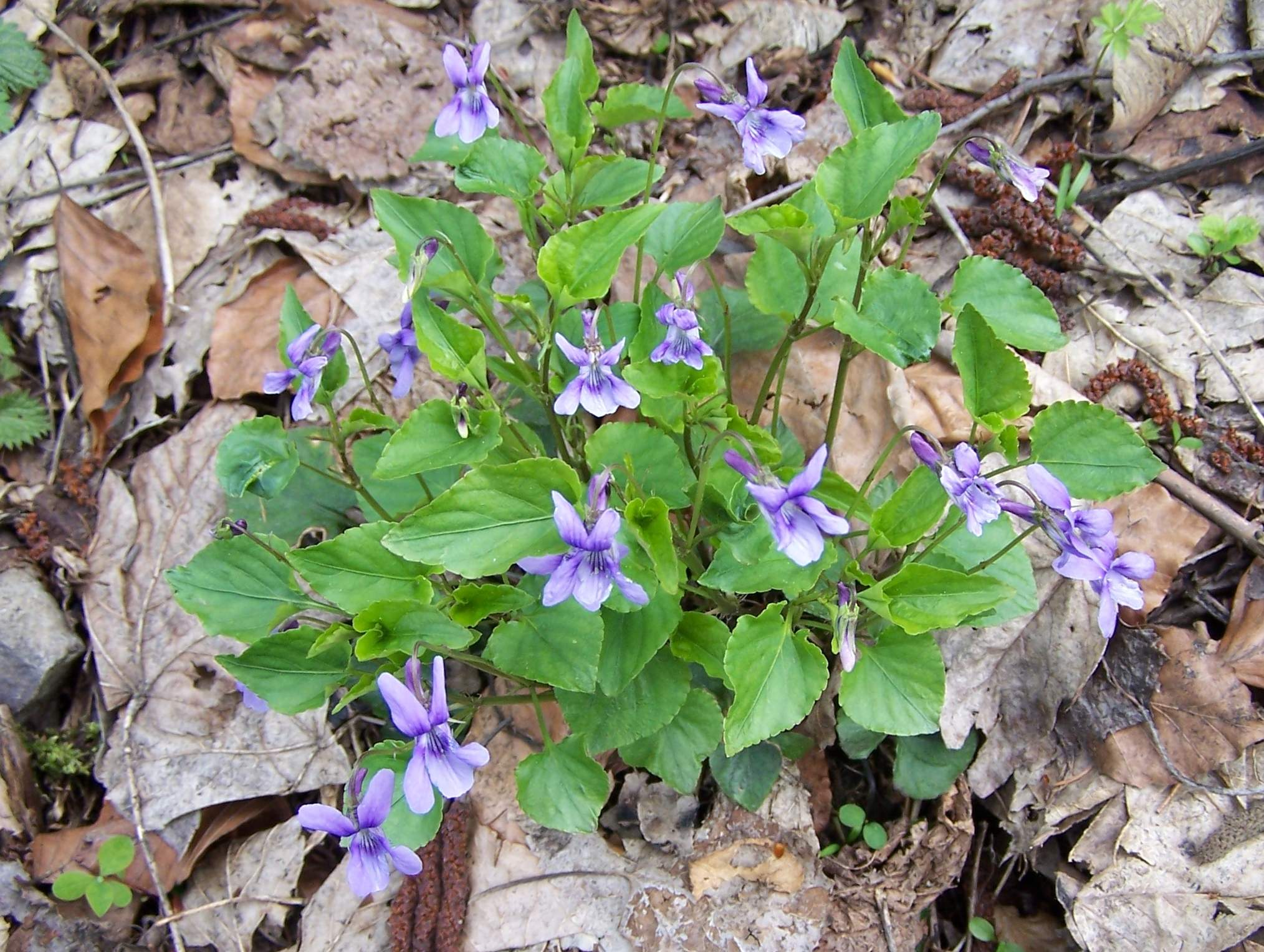
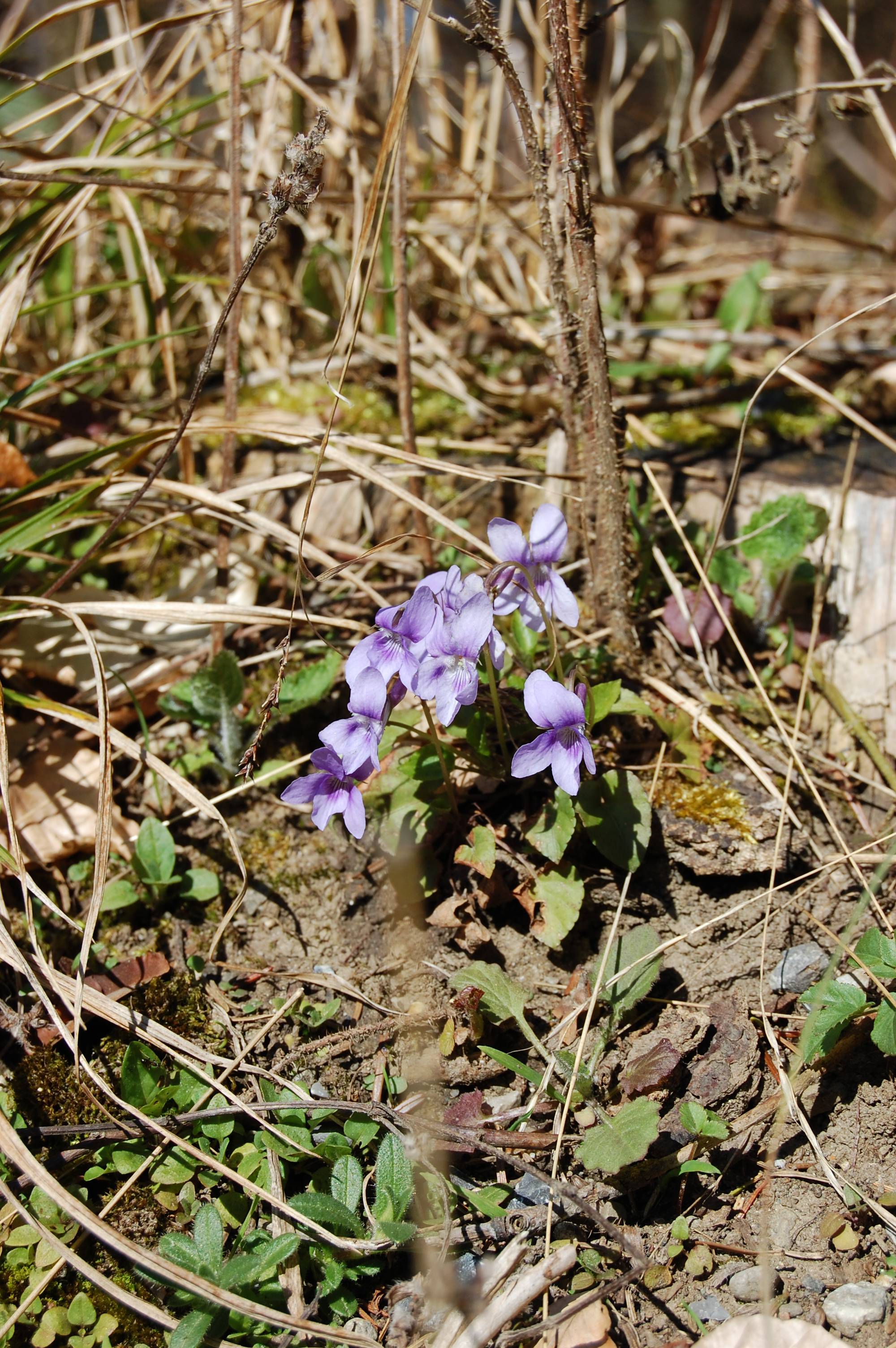
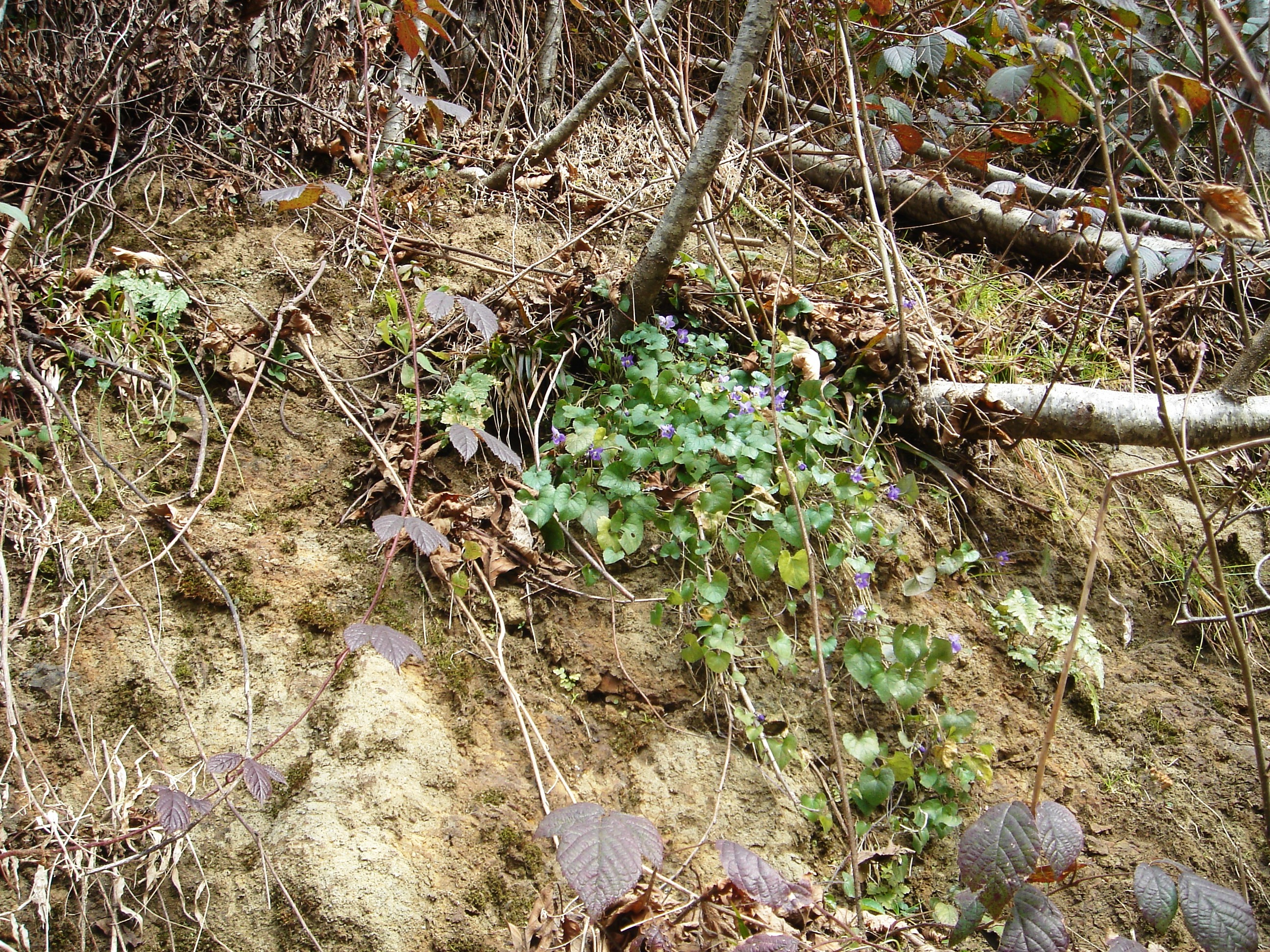
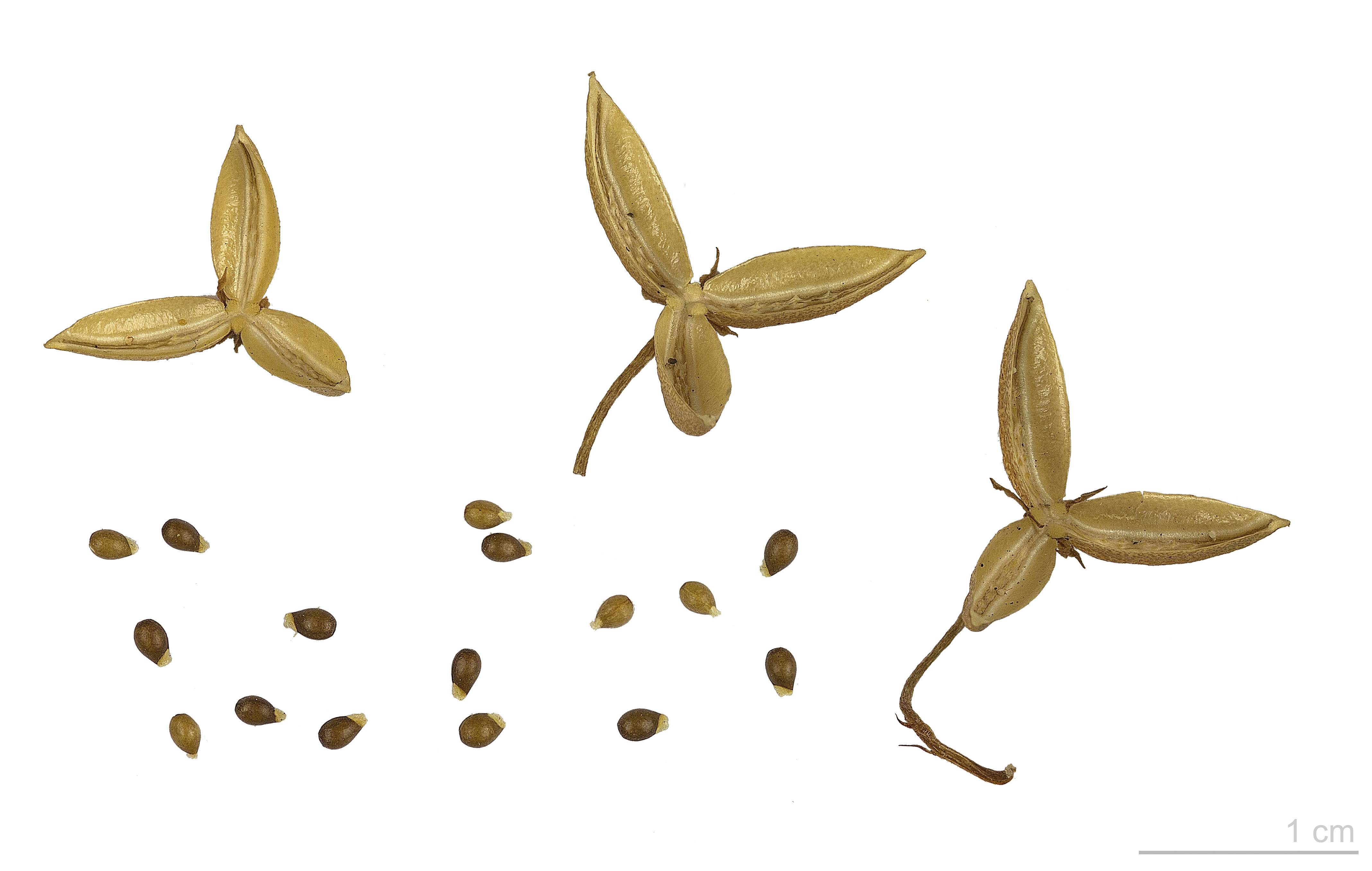
Viola reichenbachiana - Museum specimen